# Takarabune

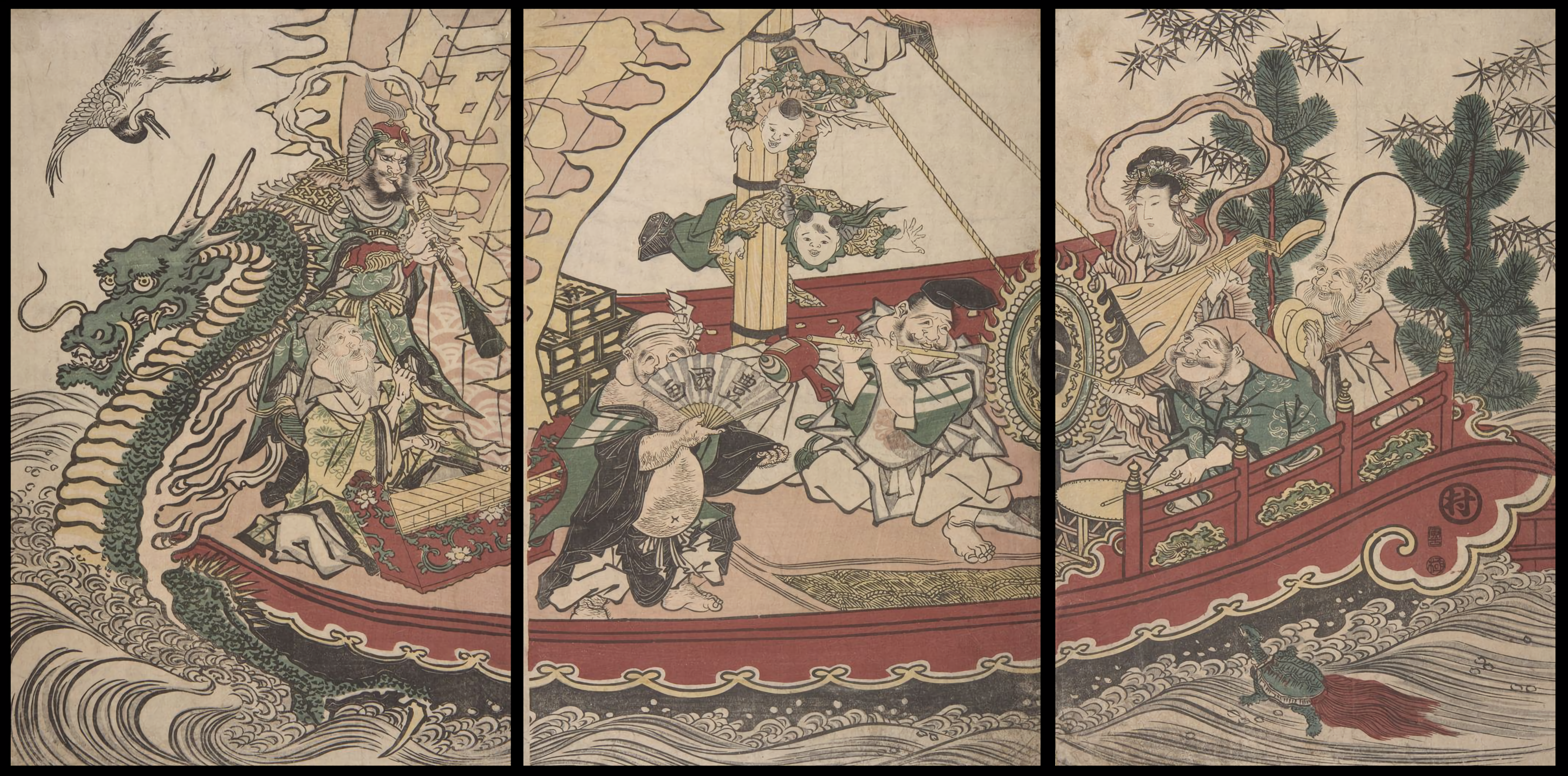
Les Sept divinités du bonheur à bord du Takarabune (ukiyo-e d'Utagawa Toyokuni, 1806).

Dans le folklore japonais, le Takarabune (宝船, « bateau-trésor ») est un navire mythique sur lequel se déplacent les Sept divinités du bonheur à travers les cieux pendant les trois premiers jours du Nouvel An japonais.

## Légende
Durant les trois premiers jours de la nouvelle année, la croyance dit que les Sept divinités du bonheur voyagent à travers les cieux et les ports humains sur le Takarabune. Ils amènent des objets précieux (宝物, takaramono), notamment le chapeau d'invisibilité (隠れ笠, kakuregasa), des rouleaux de brocart (織物, orimono) , la bourse inépuisable (金袋, kanebukuro), les clés secrètes du trésor des dieux (鍵, kagi), les rouleaux de livres de sagesse et de vie (巻き物, makimono), le maillet magique (小槌, kozuchi), l'imperméable porte-bonheur (隠れ蓑, kakuremino), la robe de plumes de fée (羽衣, hagoromo) et le sac de fortune (布袋, nunobukuro).

## Gravures sur bois

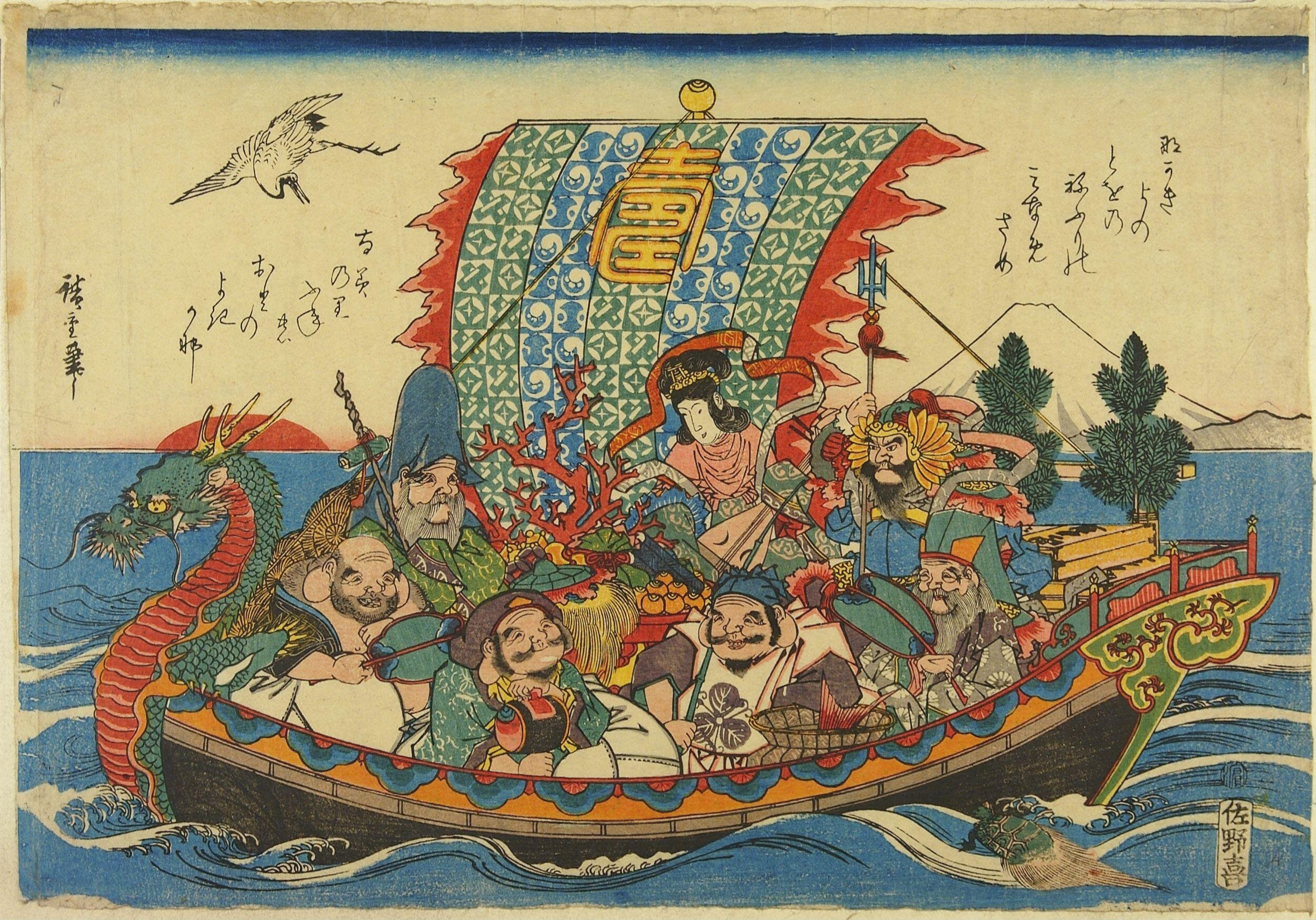
Autre illustration du Takarabune avec les Sept divinités du bonheur (ukiyo-e d'Utagawa Hiroshige).

Les images du navire sont un élément essentiel des célébrations traditionnelles du Nouvel An.
Il est coutume de déposer sous l'oreiller des enfants une petite gravure sur bois du Takarabune le soir du Nouvel An, pour qu'ils fassent de beaux rêves (hatsuyume). En cas de rêve désagréable, l'image doit être jetée dans une rivière. Cette coutume remonte à l'époque de Muromachi et était initialement populaire parmi la noblesse, puis s'est répandue parmi les roturiers à la fin de l'époque d'Edo. Les vendeurs de rue vendaient des gravures bon marché, destinées à un usage unique.
De nombreuses gravures du Takarabune montrent une grue au-dessus et une tortue en dessous, symbole de longévité et de félicité, ainsi qu'un poème sous forme de palindrome racontant une longue nuit dans un bateau. À la fin du récit, alors que l'aube se lève, l'on entend le bruit des vagues et l'on aperçoit une mer calme devant soi.